# Tamoto Kenzō
Tamoto Kenzō est un nom japonais traditionnel ; le nom de famille (ou le nom d'école), Tamoto, précède donc le prénom (ou le nom d'artiste).
Tamoto Kenzō (田本 研造) 8 mai 1832 - 21 octobre 1912) est un photographe japonais de renom du début de l'histoire de la photographie au Japon.

## Biographie
Après avoir reçu une formation en médecine et chimie à Nagasaki, Tamoto Kenzō s'installe à Hakodate sur l'île de Hokkaido en 1859. Il décide de se consacrer à la photographie, et y établit un studio en 1869, dans une période de développement de la colonisation de l'île voulu par le Gouvernement de Meiji. Tamoto Kenzō reçoit alors plusieurs commandes officielles du bureau de colonisation de Hokkaidō pour documenter les travaux de modernisation en cours.
En parallèle, il entreprend un grand projet de documentation photographique sur les Aïnous, peuple autochtone de l'île. Il travaille principalement dans le village d'Etomo et ses alentours, réalisant des portraits des habitants dans leur environnement, et offrant ainsi un témoignage visuel rare des modes de vie et des pratiques rituelles des Aïnous, alors touchés par la politique d'assimilation des autorités japonaises.

## Œuvre
En 2022, le Musée du Quai Branly - Jacques-Chirac acquiert un ensemble de photographies prises par Tamoto Kenzō entre 1870 et 1889, qui constitue le plus ancien reportage photographique de cette ampleur sur les Aïnous.